# V688 Возничего
V688 Возничего (лат. V688 Aurigae) — одиночная переменная звезда в созвездии Возничего на расстоянии приблизительно 2773 световых лет (около 850 парсеков) от Солнца. Видимая звёздная величина звезды — от +14,93m до +14,8m.

## Характеристики
V688 Возничего — оранжевая вращающаяся переменная звезда типа BY Дракона (BY:) спектрального класса K. Радиус — около 3,12 солнечных, светимость — около 1,834 солнечной. Эффективная температура — около 3804 K.